# Žiga Hirschler
Žiga Hirschler (Velika Trnovitica kraj Bjelovara, 1894. – Koncentracijski logor Jasenovac, 1941.) hrvatski skladatelj, glazbeni kritičar i publicist židovskog podrijetla.

## Životopis
Studij glazbe završio je 1917. godine na Konzervatoriju Hrvatskog glazbenog zavoda u Zagrebu.
Skladao je orkestralna, klavirska, vokalna i dramska djela, a pokazivao je sklonost i prema zabavnoj glazbi. Bio je jedan od najpoznatijih zagrebačkih glazbenih kritičara između dva svjetska rata. 